# کریستوفر نولان
سِر کریستوفر ادوارد نولان (انگلیسی: Christopher Edward Nolan؛ زادهٔ ۳۰ ژوئیهٔ ۱۹۷۰) فیلم‌ساز بریتانیایی-آمریکایی است. او بابت ساخت بلاکباستر‌های هالیوودی با داستان‌گویی پیچیده مشهور است و فیلم‌سازی پیشتاز در سدهٔ بیست و یکم به‌شمار می‌رود. فیلم‌هایش بیش از ۶٫۶ میلیارد دلار در سطح جهانی فروش داشته و نام او در میان پرفروش‌ترین کارگردان‌ها قرار گرفته است. نولان دریافت‌کنندهٔ افتخارات گوناگونی شامل دو جایزهٔ اسکار، یک جایزهٔ گلدن گلوب و دو جایزهٔ فیلم بفتا بوده است. او در ۲۰۱۵ از سوی مجلهٔ تایم، یکی از ۱۰۰ شخص تأثیرگذار جهان نام گرفت و در سال ۲۰۲۴ به دریافت عنوان شوالیه مفتخر شد.
نولان از جوانی به فیلم‌سازی علاقه‌مند شد. او پس از تحصیل ادبیات انگلیسی در کالج دانشگاهی لندن، چند فیلم کوتاه و سپس نخستین فیلم بلندش، تعقیب (۱۹۹۸)، را ساخت. نولان با دومین فیلمش، یادگاری (۲۰۰۰) شهرت جهانی پیدا کرد و با بی‌خوابی (۲۰۰۲) از فیلم‌سازی مستقل به فیلم‌سازی استودیویی روی آورد. او با سه‌گانهٔ شوالیهٔ تاریکی (۲۰۰۵–۲۰۱۲)، پرستیژ (۲۰۰۶)، تلقین (۲۰۱۰)، میان‌ستاره‌ای (۲۰۱۴) و دانکرک (۲۰۱۷) به کارگردانی مطرح تبدیل شد. پس از اکران تنت (۲۰۲۰)، نولان با توزیع‌کننده دیرینه‌اش برادران وارنر پیکچرز قطع همکاری کرد و با یونیورسال پیکچرز برای فیلم مهیج اوپنهایمر (۲۰۲۳) قرارداد بست که برای این فیلم جوایز اسکار بهترین کارگردانی و بهترین فیلم را برنده شد.
کارهای نولان همواره در فهرست‌هایی از بهترین فیلم‌های زمان خود قرار می‌گیرند. فیلم‌هایش آمیزه‌ای از دیدگاه متافیزیکی هستند و به مضامین معرفت‌شناسی، اگزیستانسیالیسم، اصول اخلاقی، تفسیر زمان و سرشت انعطاف‌پذیر حافظه و هویت شخصی می‌پردازند. آثار او با تصاویر و مفاهیم برگرفته از ریاضیات، ساختار روایی نامتعارف، جلوه‌های ویژه حقیقی، مناظر صوتی تجربی، تصویربرداری با دوربین قطع بزرگ و چشم‌اندازهای ماتریالیستی تلفیق شده است. او مشترکاً چند فیلم با همکاری برادرش، جاناتان نولان، نویسندگی کرده و با همسرش، اما توماس، کمپانی تولیدی سینکاپی فیلمز را اداره می‌کند.

## زندگی
کریستوفر ادوارد نولان در ۳۰ ژوئیهٔ ۱۹۷۰ در وست‌مینستر، لندن به دنیا آمد. پدرش، برندن، مجری تبلیغاتی اهل بریتانیا بود که به‌عنوان مدیر نوآوری کار می‌کرد. مادرش، کریستینا، مهماندار هواپیمای آمریکایی اهل اوانستون، ایلینوی بود که بعداً به‌عنوان معلم زبان انگلیسی مشغول به کار شد. او یک برادر بزرگتر به‌نام متیو و یک برادر کوچکتر به نام جاناتان دارد که او نیز فیلم‌ساز است. این سه در لندن بزرگ شدند و تابستان خود را در اوانستون سپری می‌کردند. نولان تابعیت بریتانیایی و آمریکایی دارد.
نولان در حالی که بزرگ می‌شد، اساساً تحت تأثیر آثار ریدلی اسکات و فیلم‌های علمی تخیلی ۲۰۰۱: ادیسه فضایی (۱۹۶۸) و جنگ ستارگان (۱۹۷۷) قرار گرفت. او فیلم دوم را بارها تماشا می‌کرد و به‌طور مفصل دربارهٔ ساخت آن تحقیق می‌کرد. نولان از هفت سالگی شروع به ساخت فیلم کرد، در حالی که دوربین سوپر ۸ پدرش را قرض می‌گرفت و با اکشن فیگور‌هایش فیلم‌های کوتاه ضبط می‌کرد. این فیلم‌ها شامل تجلیل انیمیشنی استاپ موشن به جنگ ستارگان بود که جنگ‌های فضایی نامیده می‌شد. او برادرش جاناتان را به‌عنوان بازیگر انتخاب کرد و از «رس، آرد، جعبه‌های تخم‌مرغ و دستمال توالت» صحنه‌هایی درست کرد. عموی او که در ناسا برای ساخت سیستم‌های هدایت موشک‌های آپولو کار کرده بود، چند فیلم خام از پرتاب موشک برای او فرستاد. او از ۱۱ سالگی آرزو داشت که فیلم‌سازی حرفه‌ای باشد. بین سال‌های ۱۹۸۱ و ۱۹۸۳، نولان در بارو هیلز، (یک مدرسه پیش‌دانشگاهی کاتولیک در ویبریج، ساری) ثبت‌نام کرد. نولان در سال‌های نوجوانی به همراه آدرین و روکو بلیچ فیلم‌سازی را آغاز کرد. نولان و روکو به‌طور مشترک فیلم سورئال ۸ میلی‌متری تارانتلا (۱۹۸۹) را کارگردانی کردند که در ایمیج یونین (جدول اکران ویدئو و فیلم مستقل در پی‌بی‌اس) به نمایش درآمد.
نولان در کالج هایلیبری و امپریال سرویس (مدرسه‌ای مستقل در هرتفورد هیث، هرتفوردشر) تحصیل کرد و بعداً به کالج دانشگاهی لندن رفت و ادبیات انگلیسی را خواند. در حالی که از تحصیلات سینمایی سنتی صرف نظر کرد، او کسب «مدرک تحصیلی در چیزی که نامربوط است» را دنبال کرد. دلیل انتخاب این دانشگاه، واحدهای مجهز فیلم‌سازی‌اش بود. او در دوران دانشجویی رئیس انجمن فیلم دانشگاه بود و با دوست‌دخترش اما توماس، فیلم‌های ۳۵میلی‌متر نمایش می‌داد و با پول آن در تابستان، فیلم‌های ۱۶میلی‌متر می‌ساخت.

## حرفه

### دهه ۱۹۹۰
کارهای ابتدایی و تعقیب
پس از فارغ‌التحصیلی، نولان به کارگردانی ویدیوهای شرکتی و تبلیغاتی روی آورد. او همچنین سومین فیلم کوتاه‌ش، دودلباگ (۱۹۹۷) را ساخت. این فیلم داستان مردی در جست‌وجوی یک حشره است و وقتی می‌خواهد او را بکشد، در می‌یابد که حشره تصویر کوچک‌تری از خودش است. در این سال‌ها، هیچ استودیویی فیلم‌های نولان را نمی‌پذیرفت. نولان از آن دوره با «کوله‌باری از نامه‌های برگشت‌خورده» یاد می‌کند که به جهش او به فیلم‌سازی انجامید. او ادامه می‌دهد «در بریتانیا هم‌کاری مالی بسیار محدود است. راستش، همه‌اش پارتی‌بازی است. هیچ‌وقت از طرف صنعت فیلم بریتانیا حمایت نشده‌ام.»
۱۹۹۸، نولان اولین فیلم بلندش، تعقیب، را با سرمایهٔ خودش و همکاری دوستانش ساخت. تعقیب دربارهٔ یک نویسندهٔ بی‌کار (جرمی تئوبالد) است که به امید یافتن ماجرایی برای نوشتن، به تعقیب آدم‌ها می‌پردازد، تا این که کار دست خودش می‌دهد و پایش به یک پرونده جنایی باز می‌شود. این فیلم از تجربهٔ زندگی نولان در لندن و دست‌برد زدن سارقان به آپارتمانش الهام گرفته‌شده‌است. او گفته‌است «رابطهٔ جالبی میان یک غریبه که به دارایی شما دست‌برد می‌زند و تعقیب افراد در شلوغی هست؛ هر دو باعث می‌شوند شما از مرز روابط اجتماعی عادی عبور کنید.» بودجهٔ تعقیب تنها ۳٬۰۰۰ پوند بود و فیلم‌برداری آن، یک سال، در آخر هفته‌ها انجام می‌شد. برای صرفه‌جویی در هزینه‌ها، هر صحنه پیش از فیلم‌برداری، اختصاصی تمرین می‌شد تا مطمئن شوند که حداکثر در دو برداشت فیلم‌برداری شود. نولان، اما توماس و جرمی تئوبالد تهیه‌کنندگان این فیلم بودند و نولان به تنهایی نویسنده، فیلمبردار، تدوین‌گر و کارگردان فیلم بود. تعقیب در چندین جشنواره به نمایش درآمد و چندین جایزه نیز گرفت و منتقدان از آن استقبال کردند. نیویورکر نوشت «این فیلم پژواکی از فیلم‌های کلاسیک هیچکاک است، ولی نحیف‌تر و خبیث‌تر». ۱۱ دسامبر ۲۰۱۲، این فیلم روی دی‌وی‌دی و بلو-ری و در مجموعه کرایتریون هم عرضه شد.

### دهه ۲۰۰۰
«فرق تعقیب، که آن را با گروهی از دوستانم که لباس‌های خودشان را می‌پوشیدند فیلمبرداری کردم و مادرم ساندویچ درست می‌کرد، با ممنتو که در آن ۴ میلیون دلار پول یک نفر دیگر را خرج می‌کردم و صدها نفر دست‌اندرکار فیلم بودند، تا به امروز، بزرگ‌ترین پرشی است که در زندگی‌ام داشته‌ام.»

—صحبت‌های نولان دربارهٔ جهش او از فیلم اول به دوم.
ممنتو و بی‌خوابی
با موفقیت تعقیب، نولان فرصت یافت تا ممنتو (۲۰۰۰) را بسازد. در یک سفر جاده‌ای از شیکاگو به لس‌آنجلس، برادرش جاناتان، ایدهٔ «ممنتو موری» را به نولان داد. مردی که از اختلال حافظهٔ کوتاه‌مدت رنج می‌برد و از یادداشت و خالکوبی برای پیدا کردن قاتل همسرش استفاده می‌کند. نولان بر اساس این ایده، فیلم‌نامه‌ای نوشت که داستان در آن برعکس روایت می‌شود. آرون رایدر، از مدیران نیومارکت فیلمز دربارهٔ آن گفته «[فیلم‌نامهٔ ممنتو] احتمالاً نوآورانه‌ترین فیلم‌نامه‌ای است که دیده‌ام.» برای ساخت این فیلم بودجه‌ای ۴٫۵ میلیون دلاری در اختیار نولان قرار گرفت. ممنتو با بازی گای پیرس و کری-ان ماس در سپتامبر ۲۰۰۰ در جشنواره بین‌المللی فیلم ونیز به نمایش درآمد و تحسین منتقدان را برانگیخت. جو مورگنسترن در وال استریت ژورنال نوشت «به خاطر نمی‌آورم فیلمی چنین زیرکانه، به طرز غریبی تأثیرگذار و به شکل ماهرانه‌ای بامزه دیده باشم.» بیل اسمیت در کتابش فلسفهٔ نئونوآر، مقایسه‌ای با مقالهٔ جان لاک، مقاله‌ای دربارهٔ فهم انسان، می‌کند، که در آن این مطرح می‌شود که آگاهی ما هویت‌مان را شکل می‌دهد؛ چیزی که نولان در این فیلم به آن می‌پردازد. این فیلم در گیشه هم موفق بود و جایزه و نامزدی‌های زیادی کسب کرد. از جمله نامزدی گلدن گلوب و اسکار برای بهترین فیلم‌نامه، جایزه ایندیپندنت اسپیریت برای بهترین کارگردانی و بهترین فیلم‌نامه و نامزدی جایزه انجمن کارگردانان آمریکا. ممنتو در نظر بسیاری از منتقدان، یکی از بهترین فیلم‌های دههٔ ۲۰۰۰ میلادی است.
استیون سودربرگ، تحت تأثیر ممنتو، نولان را برای کارگردانی تریلر روان‌شناسانهٔ بی‌خوابی (۲۰۰۲) استخدام کرد که در آن آل پاچینو، رابین ویلیامز و هیلاری سوانک بازی می‌کردند. وارنر برادرز به دنبال کارگردان باتجربه‌تری بود، اما سودربرگ روی نولان پای می‌فشرد. بودجهٔ این فیلم ۴۶ میلیون دلار بود. بی‌خوابی که بازسازی یک فیلم نروژی به همین نام در ۱۹۹۷ بود، با فروش ۱۱۳ میلیون دلار در گیشه موفق بود. راجر ایبرت فیلم را برای دیدگاه‌های جدیدش دربارهٔ اخلاقیات و گناه ستود. اریک اسکلدبرگ کارگردان نسخه نروژی فیلم از نسخهٔ نولان راضی و آن را «فیلمی ماهرانه و هوشمندانه با کارگردانی که به‌خوبی از عهدهٔ کار برآمده» توصیف کرد. ریچارد شیکل از تایم بی‌خوابی را «جانشین ارزشمند» ممنتو دانست.
بتمن آغاز می‌کند، حیثیت و شوالیه تاریکی
بعد از بی‌خوابی نولان می‌خواست فیلمی دربارهٔ هاوارد هیوز و با بازی جیم کری بسازد. او فیلم‌نامه را نوشته بود، اما وقتی دریافت که مارتین اسکورسیزی در حال ساخت زندگی‌نامهٔ هیوز (هوانورد) است، این پروژه را کنار گذاشت. بعد از رد کردن پیشنهاد کارگردانی تروی، نولان روی اقتباس سینمایی از رمان کلید خیابان نوشتهٔ روث رندال کار کرد، ولی پس‌ازاین‌که حس کرد این فیلم شبیه کارهای قبلی‌اش خواهد شد، پروژه را کنار گذاشت. اوایل ۲۰۰۳، نولان به وارنر برادرز پیشنهاد ساخت بتمن جدیدی داد. او که شیفته این شخصیت و داستانش شده بود، می‌خواست فیلم را به صورت یک درام کلاسیک بسازد تا یک فانتزی کمیک‌بوکی. بتمن آغاز می‌کند که بزرگ‌ترین پروژهٔ نولان تا آن زمان بود، در ژوئن ۲۰۰۵ اکران شد و در نظر منتقدان و گیشه موفق بود. این فیلم با بازی کریستین بیل در نقش اول، به همراه مایکل کین، گری الدمن، مورگان فریمن و لیام نیسون، این مجموعه را احیا کرد. این فیلم داستان خاست‌گاه بروس وین را از وحشتش از خفاش‌ها، مرگ پدر و مادرش، بتمن شدن و مبارزه‌اش با رأس‌الغولی که می‌خواهد گاتهام را نابود کند، بازمی‌گوید. منتقدان عمق روان‌شناسانه و ارتباط آن با دورهٔ معاصر را ستودند. بتمن آغاز می‌کند هشتمین فیلم پرفروش ۲۰۰۵ در ایالات متحده و نهمین فیلم پرفروش جهان در آن سال، و نامزد اسکار بهترین فیلمبرداری و سه جایزهٔ بفتا شد.

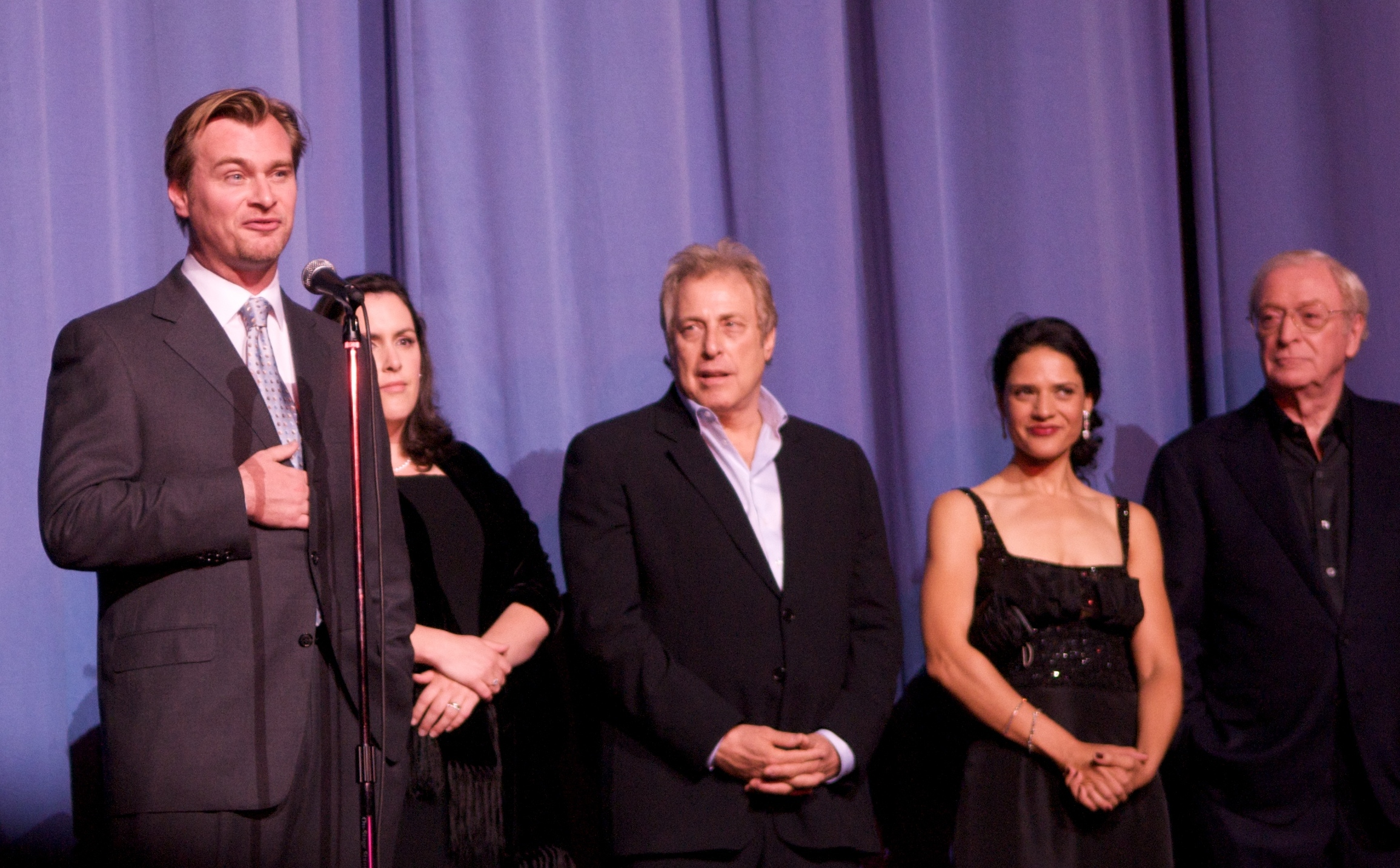
نولان و بازیگران و دست‌اندرکاران فیلم در مراسم فرش قرمز شوالیه تاریکی (۲۰۰۸) در لندن

پیش از بازگشت به مجموعهٔ بتمن، نولان فیلم حیثیت (۲۰۰۶) را ساخت. این فیلم که اقتباسی از رمان کریستوفر پریست است، دربارهٔ دو شعبده‌باز رقیب در قرن نوزدهم میلادی است. ۲۰۰۱ که فیلم بی‌خوابی در مرحلهٔ پساتولید قرار داشت، نولان از برادرش جاناتان برای نوشتن این فیلم‌نامه کمک خواست. فیلم‌نامهٔ این فیلم حاصل همکاری پنج‌سالهٔ این دو برادر است. در ابتدا نولان می‌خواست این فیلم را ۲۰۰۳ بسازد، اما پس‌ازاین‌که با پروژهٔ بتمن آغاز می‌کند موافقت شد، آن را عقب انداخت. کریستین بیل و هیو جکمن نقش‌های اصلی این فیلم را بازی می‌کردند. حیثیت در نظر منتقدان موفق بود و در گیشه ۱۰۹ میلیون دلار فروخت. این فیلم نامزد اسکار بهترین فیلمبرداری و بهترین طراحی صحنه نیز شد.
در ژوئیه ۲۰۰۶، نولان اعلام کرد دنبالهٔ بتمن آغاز می‌کند، شوالیه تاریکی نام خواهد داشت. نولان می‌خواست در این فیلم با گسترش دید، نوآری آن را افزایش داده، فیلمی بسازد که به گفتهٔ خودش «داستان یک جنایت بزرگ است، که در آن با پلیس، سیستم قضایی، شورشی، فقیر و ثروتمند و جنایت‌کار روبه‌رو می‌شوید.» این فیلم، ۲۰۰۸ منتشر شد و هم‌اکنون آن را یکی از بهترین فیلم‌های دههٔ ۲۰۰۰ میلادی و یکی از بهترین فیلم‌های ابرقهرمانی می‌دانند. مانولا دارگیس از نیویورک تایمز نوشت که «این فیلم در میانه هنر و صنعت، شعر و سرگرمی شکل گرفته و بسیار عمیق‌تر و تاریک‌تر از هر فیلم کمیک‌بوکی دیگر در هالی‌وود است.» راجر ایبرت از شیکاگو سان-تایمز نوشت «شوالیه تاریکی فراتر از اقتباس و نسخه‌های پیشین گام نهاده و تراژدی مسحورکننده‌ای شده‌است.» شوالیه تاریکی در اکران، چندین رکورد زد. در آمریکای شمالی ۵۳۴٬۸۵۸٬۴۴۴ دلار و در دیگر کشورها، ۴۶۹٬۷۰۰٬۰۰۰ فروخت و فروش آن، روی‌هم‌رفته به ۱٬۰۰۴٬۵۵۸٬۴۴۴ دلار رسید. شوالیه تاریکی نخستین فیلمی بود که بخش‌هایی از آن با دوربین آی‌مکس ۱۵/۷۰ میلی‌متری فیلم‌برداری شد. در هشتاد و یکمین دوره اسکار، این فیلم نامزد دریافت هشت اسکار و برندهٔ اسکار بهترین بازیگر مکمل مرد (هیت لجر) و اسکار بهترین تدوین صدا شد.

### ۲۰۱۰ به بعد
سرآغاز و شوالیه تاریکی برمی‌خیزد

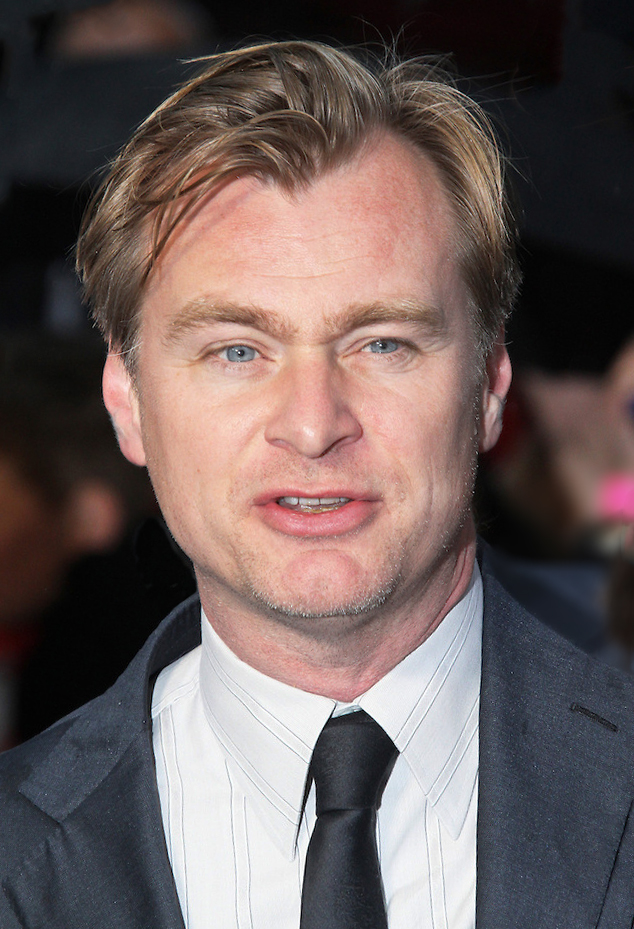
کریستوفر نولان، ۲۰۱۳

بعد از موفقیت شوالیه تاریکی، وارنر برادرز با نولان برای ساخت فیلم سرآغاز قرارداد بست. نولان فیلم‌نامهٔ این اثر را به تنهایی نوشت و این فیلم را «اکشنی علمی‌تخیلی که در معماری ذهن واقع شده» توصیف کرد. پیش از اکران فیلم، منتقدانی همچون پیتر ترورس و لو لومنیک این را پیش کشیدند که آیا اعتماد نولان به هوش بینندگان فیلم، در گیشه به ضررش تمام خواهد شد یا نه. با حضور لئوناردو دی‌کاپریو در نقش اول، این فیلم در ۱۶ ژوئیه ۲۰۱۰ اکران شد و در گیشه و نظر منتقدان به موفقیت چشم‌گیری دست یافت. ریچارد روپر از شیکاگو سان-تایمز به فیلم «+A» داد و آن را یکی از بهترین فیلم‌های قرن خواند. مارک کرمد سرآغاز را بهترین فیلم ۲۰۱۰ نامید و گفت: «سرآغاز گواهی است بر این که مردم احمق نیستند، سینما آشغال نیست و این‌که هنر و بلک‌باستر با هم ترکیب شوند، امکان‌پذیر است.» جان دیویس اعلام کرد که این فیلم باعث خواهد شد استودیوها به سمت محتوای اورجینال بروند. «می‌توانم به شما قول بدهم که هم‌اکنون رؤسای استودیوها در حال دیدار هستند و به یکدیگر می‌گویند که برای فیلم‌های تابستانی نیاز به ایده‌های نو داریم، به مفاهیم اورجینال مثل سرآغاز احتیاج داریم.» این فیلم روی‌هم‌رفته ۸۲۰ میلیون دلار فروش داشت و نامزد هشت اسکار، از جمله بهترین فیلم شد. سرآغاز، اسکار بهترین فیلمبرداری، بهترین صداگذاری، بهترین تدوین صدا و بهترین جلوه‌های ویژه گرفت. نولان همچنین نامزد جوایز گلدن گلوب، انجمن کارگردانان، انجمن تهیه‌کنندگان و انجمن نویسندگان آمریکا شد. هنگامی که سرآغاز در مرحلهٔ پساتولید قرار داشت، نولان در مستند این سایه‌های فوق‌العاده (۲۰۱۱) که دربارهٔ اهمیت فیلم و ذخیرهٔ فیلم‌ها در فهرست ملی ثبت فیلم بود، ظاهر شد. او همچنین در مستند در کنار هم (۲۰۱۲) که دربارهٔ تاریخچه و اهمیت دو شیوهٔ فیلمبرداری بر روی فیلم و دیجیتال بود، حضور یافت.
۲۰۱۲ نولان سومین و آخرین فیلم بتمن، شوالیه تاریکی برمی‌خیزد، را کارگردانی و سه‌گانه‌اش را کامل کرد. اگرچه در ابتدا برای ساخت این فیلم تردید داشت، اما پس از این که با برادرش و دیوید اس. گویر داستانی برای آن نوشت، حس کرد که می‌تواند این مجموعه را با موفقیت به پایان برساند. شوالیه تاریکی برمی‌خیزد در ۲۰ ژوئیه ۲۰۱۲ اکران شد و منتقدان آن را تحسین کردند. اندرو اوهیر از سالون نوشت: «اگر شوالیهٔ تاریکی برمی‌خیزد فیلمی فاشیستی است، مسلماً بهترین فیلم فاشیستی و تاریک‌ترین، هیجان‌انگیزترین و مشوش‌سازترین فیلمی است که تاکنون ساخته شده.» همانند قسمت قبلی، فیلم فروش خوبی در گیشه داشت و سیزدهمین فیلم تاریخ شد که از فروشش از ۱ میلیارد دلار می‌گذرد. هنگام نمایش شبانهٔ این فیلم در یکی از سینماهای آرورا، کلرادو، فرد مسلحی به روی تماشاگران آتش گشود و ۱۲ نفر را کشت و ۵۸ نفر را زخمی کرد. نولان با انتشار بیانیه‌ای تأسفش را از این اتفاق ابراز کرد و آن را فاجعه‌ای غیرقابل تحمل خواند.
در جلسات بحث دربارهٔ داستان شوالیه تاریکی برمی‌خیزد گویر از ایده‌اش برای به تصویر کشیدن سوپرمن در دنیای مدرن با نولان سخن گفت. نولان که تحت تأثیر آن قرار گرفته بود، ایدهٔ ساخت فیلم مرد پولادین (۲۰۱۳) را با برادران وارنر در میان گذاشت و این شرکت هم نولان را به عنوان تهیه‌کننده و گویر را به عنوان نویسندهٔ این فیلم استخدام کرد. نولان برای کارگردانی این فیلم زاک اسنایدر را بر پایه فیلم‌های ۳۰۰ و نگهبانان و «استعداد ذاتی‌اش دربارهٔ ابرقهرمانان به عنوان شخصیت‌های واقعی» پیشنهاد کرد. این فیلم با بازی هنری کویل، ایمی آدامز و مایکل شنون اکران شد و بیش از ۶۶۰ میلیون دلار فروخت، گرچه منتقدان نظرات متفاوتی درباره‌اش داشتند. نولان و توماس تهیه‌کنندگان اجرایی فیلم برتری بودند. این فیلم اولین فیلم بلند والی فیستر مدیر فیلمبرداری اکثر فیلم‌های نولان بود. این فیلم که بر پایهٔ فیلم‌نامه‌ای از جک پگلن ساخته شده، دربارهٔ دو دانشمند است که برای ساخت ماشینی که ادراک و هوش جمعی دارد تلاش می‌کنند. برتری با بازی جانی دپ، ربکا هال و پل بتانی در ۱۸ آوریل ۲۰۱۴ منتشر شد و با نظر عموماً منفی منتقدان روبه‌رو شد.
میان‌ستاره‌ای و کارهای آینده
در ژانویه ۲۰۱۳، نولان اعلام کرد که او فیلم علمی‌تخیلی میان‌ستاره‌ای را کارگردانی خواهد کرد. پیش‌نویس‌های اولیهٔ فیلم‌نامه از جاناتان نولان بود و در اصل قرار بود استیون اسپیلبرگ آن را کارگردانی کند. این فیلم که بر پایهٔ نظریات کیپ تورن، فیزیکدان نظری ساخته شده، «ما را به سفر قهرمانانهٔ میان‌ستاره‌ای می‌برد که دورتر از ادراک علمی ماست.» متیو مک‌کانهی، ان هتوی، جسیکا چستین، بیل ایروین، الن برستین و مایکل کین در این فیلم بازی کرده‌اند و همچنین این فیلم، اولین همکاری نولان و هویته ون هویتما به‌شمار می‌رود. پارامونت پیکچرز و برادران وارنر تهیه‌کننده و توزیع‌کنندگان این فیلم بودند. میان‌ستاره‌ای ۵ نوامبر ۲۰۱۴ اکران شد و با نظر مثبت منتقدان روبه‌رو شد. همچنین فروش خوبی در گیشه داشت و جمعاً ۶۷۰ میلیون دلار فروخت. میان‌ستاره‌ای بیشتر برای دقیق بودنِ علمیِ بسیارش تحسین شد؛ تولید فیلم به دو مقالهٔ علمی انجامید و ژورنال آمریکایی فیزیک پیشنهاد کرد که این فیلم برای آموزش در دانشگاه‌ها به نمایش درآید. بنیاد فیلم آمریکا (AFI) میان‌ستاره‌ای را یکی از بهترین فیلم‌های ۲۰۱۴ نامید. در هشتاد و هفتمین دوره اسکار، این فیلم اسکار بهترین جلوه‌های ویژه گرفت و نامزد اسکار بهترین موسیقی متن، بهترین صداگذاری، بهترین تدوین صدا و بهترین طراحی صحنه شد.
نولان و توماس تهیه‌کنندگان اجرایی فیلم بتمن و سوپرمن: طلوع عدالت (۲۰۱۶) بودند. این فیلم دنبالهٔ مرد پولادین و دومین فیلم در دنیای سینمایی مشترک دی‌سی کامیکس است. به گفتهٔ چارلز روون، نولان، مشاور این پروژه بوده‌است. فیلم دانکرک در تابستان ۲۰۱۷ اکران شد و درمجموع بیش از ۵۲۶٫۹ میلیون دلار در سراسر جهان فروخت. این فیلم نامزد ۸ اسکار شد و ۳ اسکار گرفت.

### ۲۰۲۰–اکنون:تنت،اوپنهایمرواُدیسه
نولان بیش از پنج سال روی فیلم‌نامه فیلم علمی تخیلی تنت (۲۰۲۰) کار کرده بود. او پیش از این به‌مدت بیش از یک دهه در مورد ایده‌های اصلی این فیلم بررسی دقیقی انجام داده بود. تنت که سه بار بابت همه‌گیری کووید-۱۹ به تعویق افتاد، نخستین فیلم بزرگ هالیوودی بود که پس از تعطیلی همه‌گیر در سینماها اکران شد. این فیلم داستان قهرمان بی‌نامی (با بازی جان دیوید واشینگتن) را روایت می‌کند که برای پیش‌گیری از یک حمله جهانی تهدیدآمیز در زمان سفر می‌کند. این فیلم با بودجه ۲۰۰ میلیون دلاری ساخته شد و ۳۶۳ میلیون دلار در سراسر جهان فروخت. این نخستین فیلم نولان بود که در گیشه ضعیف عمل کرد. تنت تضادبرانگیزترین فیلم او توصیف شد. منتقدان بلندپروازی و محتوای فنی آن را تحسین کردند اما متوجه داستان گُنگ آن شدند. در نود و سومین دوره جوایز اسکار، این فیلم برنده جایزهٔ بهترین جلوه‌های بصری و نامزد بهترین طراحی صحنه شد. به‌دنبال انتشار تنت، نولان به هیئت مشاوران انجمن مهندسان فیلم و تلویزیون پیوست. او همچنین به‌عنوان مدیر اجرایی تولید در لیگ عدالت زک اسنایدر (۲۰۲۱) حضور داشت؛ این فیلم برش کارگردانی از فیلم محصول ۲۰۱۷ لیگ عدالت بود.

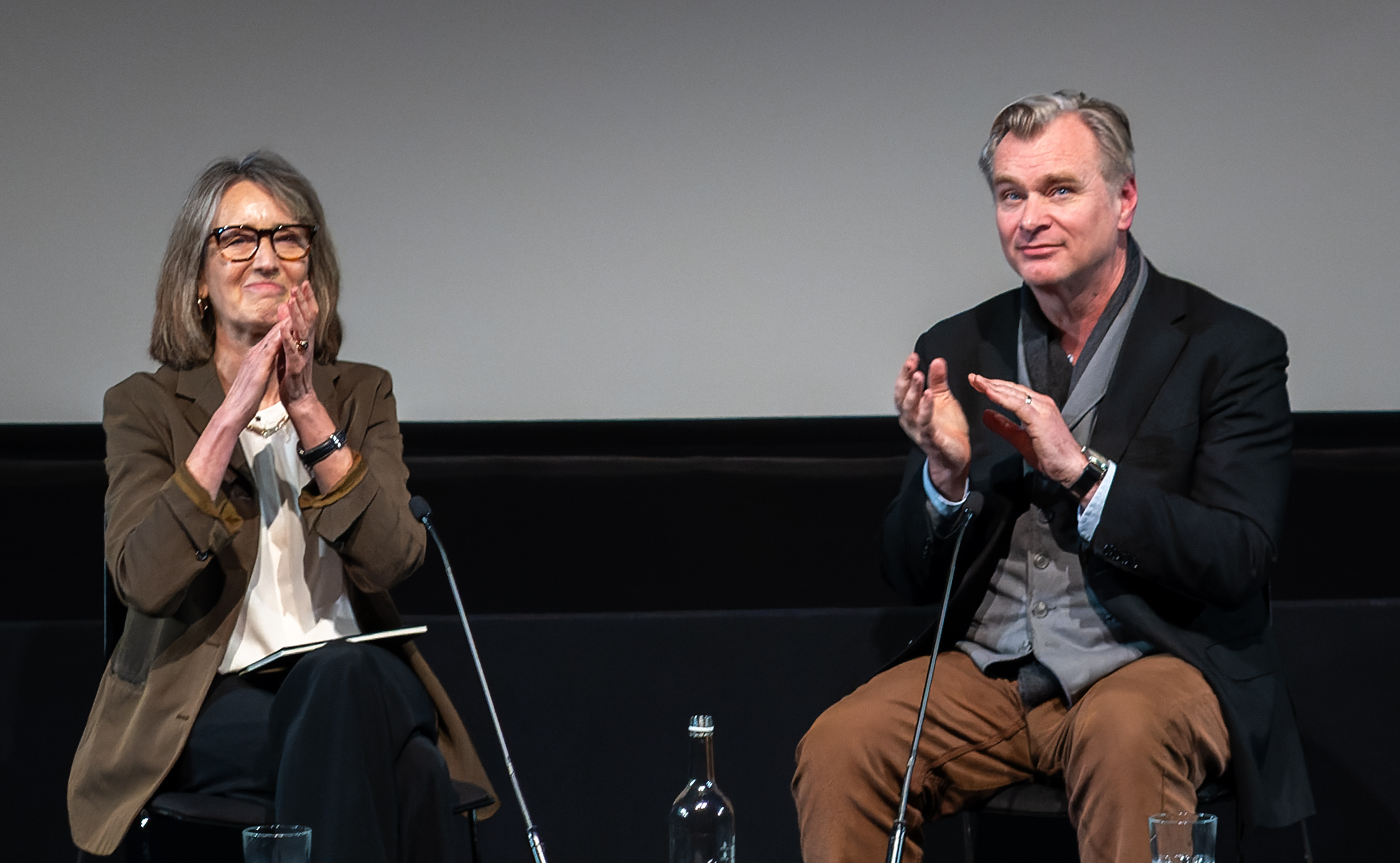
نولان در بی‌اف‌ای ساوت بانک در ۲۰۲۴

فیلم زندگی‌نامه‌ای اوپنهایمر (۲۰۲۳) بر پایهٔ فیزیک‌دان جی. رابرت اوپنهایمر (با بازی کیلین مورفی) و نقش او در ایجاد بمب اتمی دوازدهمین کار نولان بود. این نخستین فیلم نولان با درجهٔ آر از زمان بی‌خوابی (۲۰۰۲) بود. این فیلم به‌وسیلهٔ یونیورسال پیکچرز تأمین بودجه و توزیع شد و همچنین نخستین فیلم نولان از زمان یادگاری (۲۰۰۰) بود که با همکاری برادران وارنر ساخته نشد. او از تصمیم‌گیری برادران وارنر به‌منظور اکران هم‌زمان فیلم‌هایشان در سینما و نیز در سرویس اچ‌بی‌او مکس ناراضی بود. طی عقد قرارداد با یونیورسال، نولان بودجهٔ ساخت حدود ۱۰۰ میلیون دلاری با همین رقم را برای هزینهٔ بازاریابی، اختیار هنری کامل، ۲۰ درصد درآمد حاصل از فروش بلیت، ۱۰۰ روز اکران سینمایی و اکران نشدن فیلم دیگری سه هفته قبل و بعد از اوپنهایمر را مقرر کرد. این فیلم با تحسین همگانی منتقدان مواجه شد. متیو جکسون در ای. وی. کلاب نوشت، «اوپنهایمر شایستهٔ عنوان شاهکار است. این بهترین فیلم نولان تا به حال است، قدمی رو به جلو به سطح جدیدی برای یکی از بهترین فیلم‌سازان ماست، و فیلمی است که خود را در مغزتان حک می‌کند.» کارین جیمز در بی‌بی‌سی کالچر آن را «بسیار خلاقانه و پخته‌ترین کار [نولان] تاکنون» نامید و افزود که این فیلم «اکشن غافلگیرکننده و از لحاظ تجاری فریبندهٔ سه‌گانهٔ شوالیهٔ تاریکی» را با «زیربنای فکری» یادگاری، تلقین و تنت تلفیق کرده است. اوپنهایمر بیش از ۹۶۰ میلیون دلار در سطح جهانی فروش داشت و سومین فیلم پرفروش ۲۰۲۳ شد. این فیلم افتخارات متعددی دریافت کرد که در میان آن‌ها، نولان برندهٔ جایزه اسکار بهترین کارگردانی و بهترین فیلم شد.
نولان یک‌بار دیگر با یونیورسال پیکچرز برای فیلمی به نام ادیسه اقتباس‌شده از کتاب هومر به همین نام، با بازی مت دیمون، تام هالند، زندایا، ان هتوی، لوپیتا نیونگو، رابرت پتینسون، شارلیز ترون و جان برنثال همکاری خواهد کرد. این فیلم برای اکران در ۱۷ ژوئیه ۲۰۲۶ برنامه‌ریزی شده است.

## زندگی شخصی و وجهه

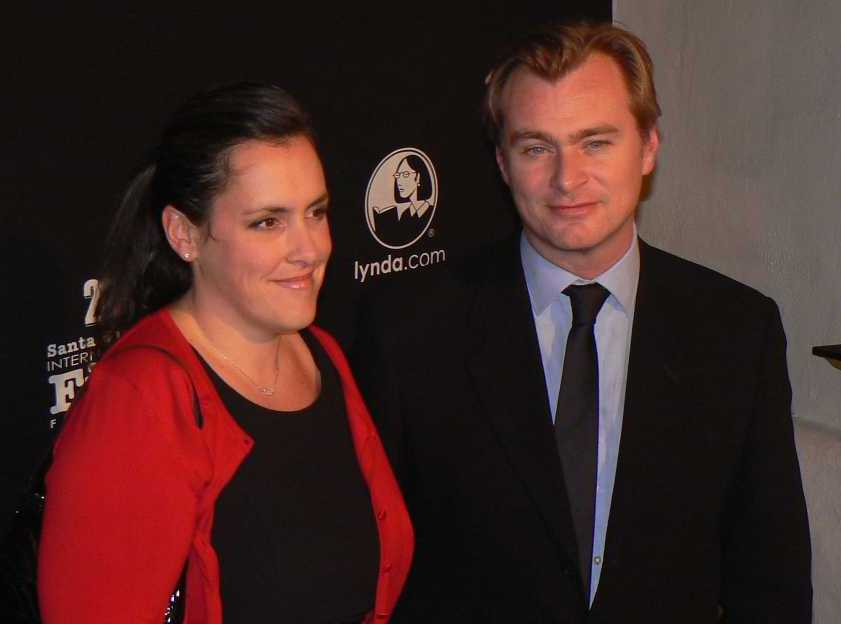
نولان و همسرش اما توماس در ژانویهٔ ۲۰۱۱

هنگامی که نولان ۱۹ ساله بود، اما توماس را در کالج دانشگاهی لندن ملاقات و در ۱۹۹۷ با او ازدواج کرد. توماس از ۱۹۹۷ به‌عنوان تهیه‌کننده در تمام فیلم‌های او کار کرده‌است. این دو چهار فرزند دارند و در لس آنجلس ساکن هستند.
نولان به ندرت راجع به فیلم‌هایش مصاحبه‌های تبلیغاتی می‌کند. او ترجیح می‌دهد سطح معینی از اسرار آثارش را برای عموم بیان نکند. نولان از بحث در مورد زندگی شخصی خود امتناع می‌کند؛ او عقیده دارد که اطلاعات بیوگرافی بیش از حد دربارهٔ فیلم‌ساز، تجربهٔ مخاطبانش را کاهش می‌دهد: «من در واقع نمی‌خواهم وقتی مردم فیلم‌ها را تماشا می‌کنند، من را در ذهن داشته باشند.»
در آوریل ۲۰۰۳، فیلم‌ساز دیوید او. راسل پس از اطلاع از اینکه جود لا (که راسل می‌خواست او را برای فیلمش انتخاب کند) تصمیم گرفته بود در عوض با نولان کار کند، در یک مهمانی هالیوودی، سر نولان را در دستش قفل کرده و او را مورد آزار فیزیکی قرار داد. راسل با چشم‌پوشی از لا در گروه بازیگرانش، نولان را تحت فشار قرار داد تا «همبستگی هنری» خود را تظاهر کند.

## سبک فیلم‌سازی

### الهام‌بخشی
نولان، کارگردانانی چون استنلی کوبریک، ترنس مالیک، اورسن ولز، فریتس لانگ، نیکلاس روگ، سیدنی لومت، دیوید لین، ریدلی اسکات، تری گیلیام و جان فرانکن‌هایمر را الهام‌بخش خود دانسته‌است. همچنین بلید رانر (۱۹۸۲)، جنگ ستارگان (۱۹۷۷)، لورنس عربستان (۱۹۶۲)، محله چینی‌ها (۱۹۷۴) و ۲۰۰۱: ادیسه فضایی (۱۹۶۸) را فیلم‌های مورد علاقهٔ خود نامیده‌است.
نولان روایت‌های غیرخطی داستان‌های خود را از رمان واترلند نوشتهٔ گراهام سوئیفت الهام گرفته‌است.

## بازخورد
نولان برخی از تاثیرگذارترین و محبوب‌ترین فیلم‌های دورانش را ساخته‌است. تعداد زیادی از فیلم‌های او از سوی منتقدان در زمرهٔ بهترین فیلم‌های دهه‌های مربوط به خودشان قرار گرفته‌اند. بنا به گفتهٔ وال‌استریت جورنال، «توانایی او در ترکیب موفقیت گیشه با پشتکار هنری، به او مقدار خارق‌العاده‌ای نفوذ در این صنعت داده‌است.» فیلم‌هایش پنج میلیارد دلار فروش کرده‌است. فیلم‌های یادگاری و شوالیهٔ تاریکی از سوی کتابخانهٔ کنگرهٔ ایالات متحده به‌منظور حفاظت در فهرست ملی ثبت فیلم انتخاب شده‌است. دلیل انتخاب آن، قابل توجه بودن «از لحاظ فرهنگی، تاریخی یا زیبایی‌شناختی» بوده‌است. این فیلم‌ها و تلقین در صد فیلم برتر قرن بیست و یکم بی‌بی‌سی و نظرسنجی بهترین فیلم‌های ساخته شدهٔ هالیوود ریپورتر حضور داشته‌اند. در ۲۰۱۷، شوالیهٔ تاریکی، تلقین و میان‌ستاره‌ای در نظرسنجی «۱۰۰ فیلم برتر» مجلهٔ امپایر رتبه‌بندی شدند. در ۲۰۱۸، هالیوود ریپورتر نولان را یکی از ۱۰۰ شخص قدرتمند در صنعت سرگرمی نامید. مجلهٔ پراید در فهرستی از ۷۵ کارگردان سینمایی برتر سال ۲۰۲۲، نولان را در رتبهٔ هشتم این فهرست قرار داد.

## فیلم‌شناسی
- تعقیب (۱۹۹۸)
- یادگاری (۲۰۰۰)
- بی‌خوابی (۲۰۰۲)
- بتمن آغاز می‌کند (۲۰۰۵)
- پرستیژ (۲۰۰۶)
- شوالیهٔ تاریکی (۲۰۰۸)
- تلقین (۲۰۱۰)
- شوالیهٔ تاریکی برمی‌خیزد (۲۰۱۲)
- میان‌ستاره‌ای (۲۰۱۴)
- دانکرک (۲۰۱۷)
- تنت (۲۰۲۰)
- اوپنهایمر (۲۰۲۳)
- ادیسه (۲۰۲۶)

## جایزه‌ها و افتخارات

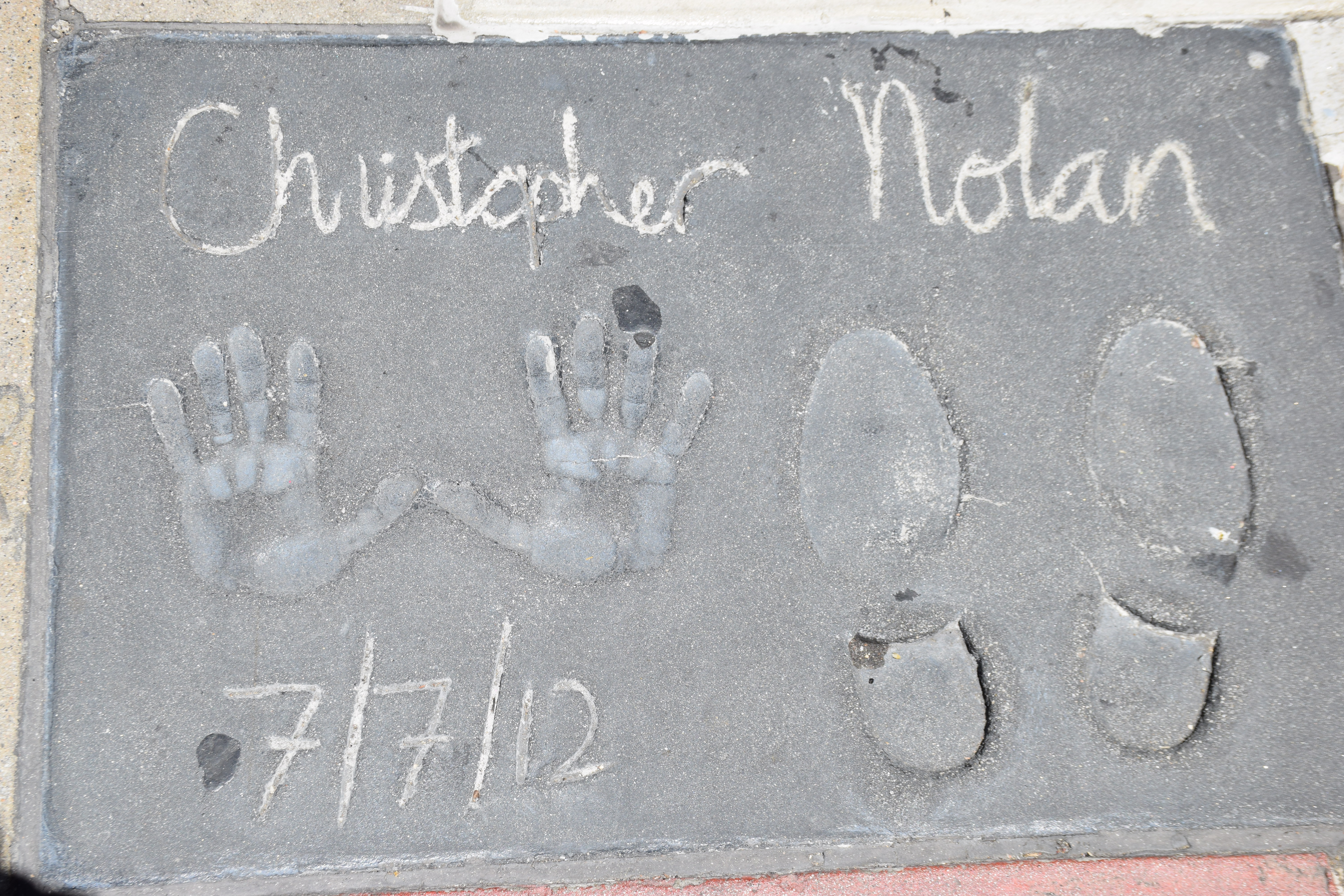
اثر دست و کفش نولان در مقابل سالن نمایش چینی گرامن در هالیوود

نولان نامزد دریافت هشت جایزهٔ اسکار (برندهٔ دو جایزه)، هشت جایزهٔ بفتا (برندهٔ دو جایزه) و شش جایزهٔ گلدن گلوب (برندهٔ یک جایزه) بوده‌است. او در ۲۰۰۶ عضو افتخاری کالج دانشگاهی لندن نام گرفت و در ۲۰۱۷ دکترای افتخاری ادبیات به او اعطا شد. از ۲۰۱۱ تا ۲۰۱۴، نام او بر اساس درآمد و محبوبیتش در فهرست ۱۰۰ سلبریتی فوربز قرار گرفت. در ۲۰۱۲، او جوان‌ترین کارگردانی بود که اثر دست و پایش در سالن نمایش چینی گرامن در لس آنجلس ثبت شد. مجلهٔ تایم در ۲۰۱۵ نولان را یکی از ۱۰۰ شخص تأثیرگذار در جهان نامید. او در سال ۲۰۱۹ به‌پاس خدماتش در زمینهٔ سینما، نشان افتخاری فرماندهٔ والا مقام امپراتوری بریتانیا را کسب کرد. او و همسرش در سال ۲۰۲۴ به دلیل خدماتشان به صنعت سینما با دریافت نشان شوالیه و دِیم از سوی پادشاه بریتانیا تجلیل شدند.